# Démographie de Macao
 (juillet 2020).

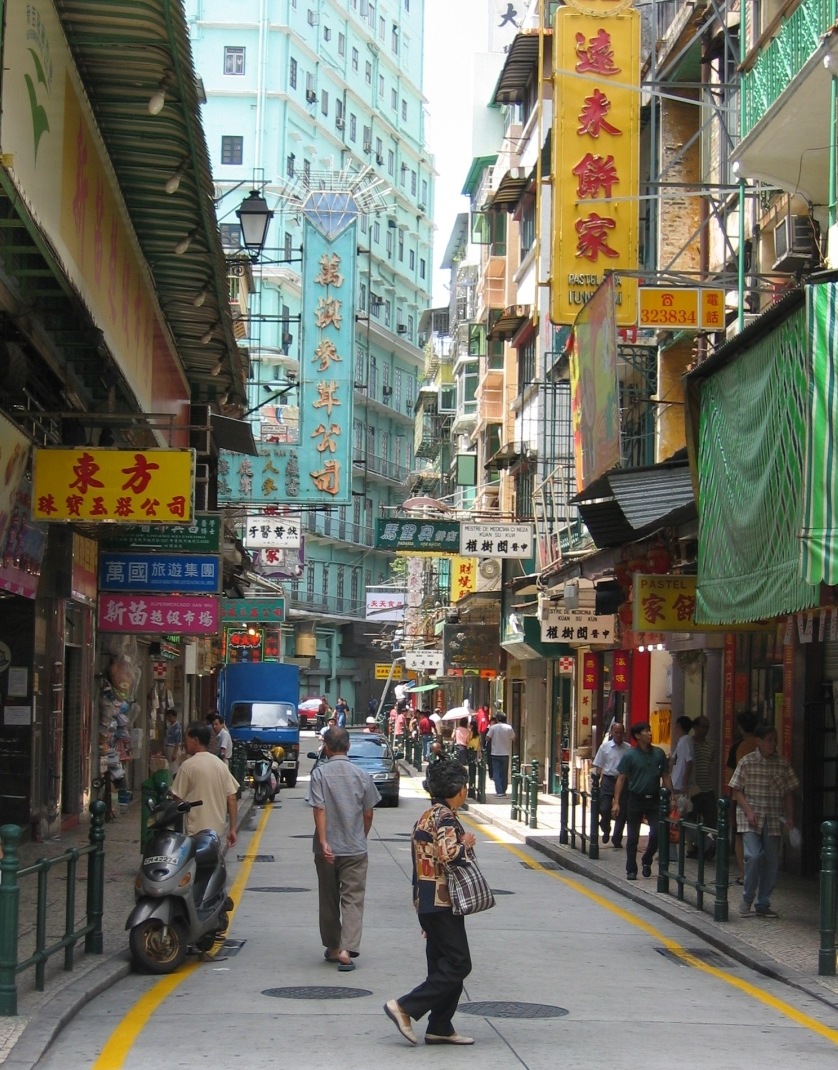
Une rue de Macao

Macao  est l'un des sites les plus densément peuplés du monde, avec 18.811 habitants au km2 (Macao ne dispose que d'une zone de 26,2 kilomètres carrés), alors qu'en 2007 sa population est d'environ 538 000 habitants en tout. La population de cette ville est composée principalement (environ 94 %) de Chinois.
Les langues officielles sont le portugais et le cantonais. Ce dernier domine, en 2006, par environ 91,9 % de la population, qui est actuellement parlé par environ 85,7 % de la population, ce qui en fait la langue, ou plus précisément le dialecte chinois, le plus parlé à Macao. Le portugais ne représente seulement que 2,4 % de la population, qui est actuellement parlé par environ 0,6 % de la population.
Actuellement, la croissance de la population, notamment de la population active (qui représente en novembre 2007, plus de 320 000 personnes) ou la main-d'œuvre, enregistrée à Macao est principalement soutenue par l'immigration venant de Chine, des Philippines et d'autres parties du monde, comme son taux de natalité est l'un des plus faibles au monde et n'a été enregistré en 2007, qu'un taux de 8,57 ‰ . Mais d'un autre côté, Macao est l'un des endroits où l'espérance de vie à la naissance (en moyenne 82,27 ans en 2007) est la plus forte et le niveau le plus bas de mortalité (environ 4,33 décès pour 1000 naissances) . Plus concrètement, environ 4 500 enfants sont nés à Macao et environ 1 500 personnes y sont mortes en 2007.
Les Portugais, les anciens administrateurs de Macao, ont toujours été une minorité ethnique. Au cours de l'année 1563, Macao possédait cinq mille habitants, dont 4100 étaient chinois et seulement 900 portugais. Maintenant, les chiffres sont beaucoup plus élevés et le pourcentage de portugais est encore plus faible.
Les personnes qui ont une ascendance (ancêtres) portugais et chinois (et d'autres origines asiatiques, par exemple, malaises, indiennes, sinhala), nés / ou vivant à Macao sont appelés les macanais ou des « fils de la terre ». Une minorité d'entre eux savent parler le Patois macanais, fondé sur le créole portugais qui est menacé d'extinction.

## Statistiques
| Ascendance de la population résidente Chiffres de 2006 | Ascendance de la population résidente Chiffres de 2006 |
| ------------------------------------------------------ | ------------------------------------------------------ |
| Ascendance                                             | % ±                                                    |
| Chinoise                                               | 94,3                                                   |
| Chinoise et Portugaise                                 | 0,8                                                    |
| Chinoise, Portugaise et autres                         | 0,1                                                    |
| Portugaise                                             | 0,6                                                    |
| Portugaise et autres                                   | 0,1                                                    |
| Autre                                                  | 4,2                                                    |

| Langues utilisées à Macao Chiffres de 2006 | Langues utilisées à Macao Chiffres de 2006 |
| ------------------------------------------ | ------------------------------------------ |
| Langues                                    | % ±                                        |
| Cantonais                                  | 85,7                                       |
| Mandarin                                   | 3,2                                        |
| Autres dialectes chinois et Fujian         | 6,7                                        |
| Portugais                                  | 0,6                                        |
| Anglais                                    | 1,5                                        |
| Autres                                     | 2,3                                        |

| Développement de la population (depuis 2003) | Développement de la population (depuis 2003) | Développement de la population (depuis 2003) |
| -------------------------------------------- | -------------------------------------------- | -------------------------------------------- |
| Ano                                          | Population (aprox.)                          | % ±                                          |
| 2003                                         | 446.700                                      | 1,40                                         |
| 2004                                         | 462.600                                      | 3,57                                         |
| 2005                                         | 484.300                                      | 4,68                                         |
| 2006                                         | 513.400                                      | 6,02                                         |
| 2007                                         | 538.000                                      | 4,7                                          |

| Nationalités de la population résidente Chiffres de 2006 | Nationalités de la population résidente Chiffres de 2006 |
| -------------------------------------------------------- | -------------------------------------------------------- |
| Nationalité                                              | % ±                                                      |
| Chinoise                                                 | 93,9                                                     |
| Portugaise                                               | 1,7 %                                                    |
| Philippines                                              | 2                                                        |
| Autres                                                   | 2,4                                                      |